# ステファン・ナイラント
ステファン・ナイラント（Stefan Nijland, 1988年8月10日 - ）は、オランダ・ホーヘザント出身のサッカー選手。ポジションはFW。DVS'33エルメロ所属。

## 経歴
ユース時代をFCフローニンゲンで過ごし、トップチームに昇格してプロキャリアをスタートさせる。
2008年、活躍が認められPSVアイントホーフェンに移籍。
2013年、PECズヴォレに3年契約で移籍。